# Volksschule Stiftgasse
Die Volksschule Stiftgasse ist eine Volksschule im 7. Wiener Gemeindebezirk Neubau.

## Architektur und Gebäude
Die Schule verfügt über vier Stockwerke mit dreizehn Klassenräumen sowie einer Bibliothek und Turnsaal.

## Pädagogische Arbeit, Ausstattung und Angebote
Partnerschule seit 2013 ist die Musikschule Alsergrund.
In den ELEMU-Klassen (Elementares Musizieren) wird gemeinsam mit dem Klassenlehrer und dem Lehrer der Musikschule musiziert.
Durch Anleitung eines Tanzpädagogen wurde ein zusätzlicher Fokus auf das freudvolle Bewegen zur Musik gelegt.
Die Sportscompany bietet für Schüler im Turnsaal der Schule Sportkurse am Nachmittag an.
Im Jahr 2016 wurde die Schule mit dem Österreichischen Schulpreis in der Kategorie Nachhaltigkeit & Verantwortung mit dem 2. Platz ausgezeichnet.